# Láscar
Láscar je nejaktivnější stratovulkán severní části Chile. Sopka leží v regionu Antofagasta zhruba 80 km jihozápadně od místa, kde se na vrcholu Zapaleri  stýkají hranice Chile, Argentiny a Bolívie. Od počátku 20. století bylo zaznamenáno více než dvacet erupcí, převážně explozivního charakteru. Největší se odehrála v roce 1993, když objem vyvržené lávy byl více než 4 mil. m3 a popelový spád byl zaznamenán až v Buenos Aires.

## Geologie
Ve stavbě sopky převažují andezity a dacity, na vrcholu se nachází šest překrývajících se kráterů. Sopka je tvořena dvěma centry – východním a západním, během historie se aktivita přesunula z východního centra na západní.